# 孟斯庫爾市場

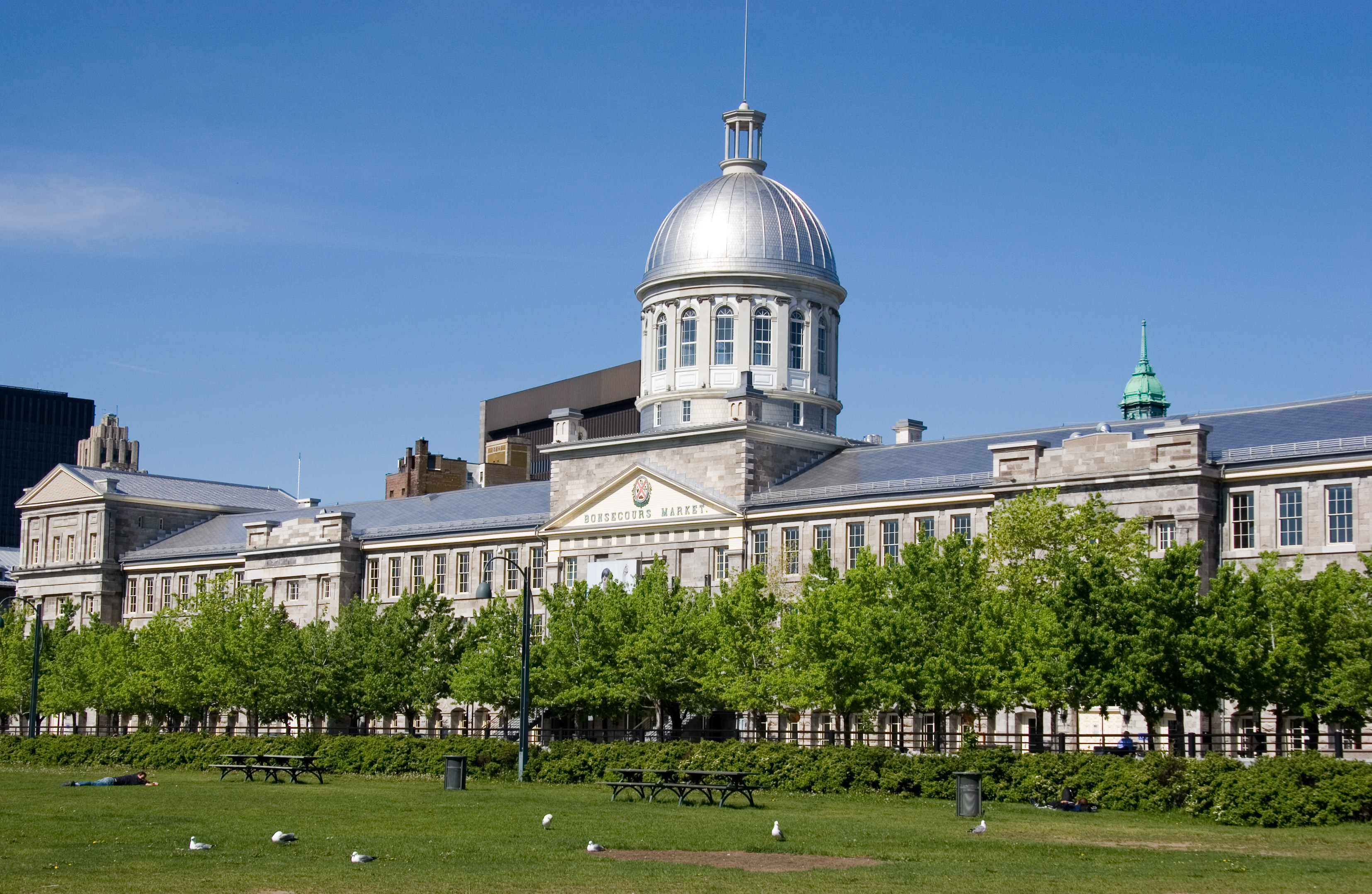
孟斯庫爾市場

孟斯庫爾市場（法語：Marché Bonsecours）是位於加拿大魁北克省蒙特利爾老城區的一座公共市場。孟斯庫爾市場共有兩層，是蒙特利爾主要的公共市場。在1849年，孟斯庫爾市場還曾短暫作為加拿大國會的開會地點。孟斯庫爾市場開業於1847年，建築風格類似都柏林的海關大樓。

## 外部連結
- Bonsecours Market
- A View on Cities: Bonsecours Market

45°30′32″N 73°33′05″W / 45.50889°N 73.55139°W